# Leonardo Farah Shahin
Leonardo Farah Shahin, född 10 augusti 2003, är en svensk-libanesisk fotbollsspelare som spelar för Falkenbergs FF. 

## Karriär
Leonardo Farah Shahin som är av libanesiskt ursprung, inledde sin karriär i sin moderklubb IFK Uddevalla. Kort efter sin 15-årsdag, i 2-3-förlusten mot Stenungsunds IF den 1 september 2018, fick han debutera i division 2.

### BK Häcken
Inför säsongen 2019 gjorde han flytten till BK Häcken. Efter att ha öst in över 50 mål på endast ca 20 matcher i klubbens ungdomslag fick Farah Shahin begå sin allsvenska debut i 3-0-segern mot Falkenbergs FF den 3 oktober 2020, då han gjorde ett inhopp på tilläggstid. Vid säsongens slut skrev han på sitt första A-lagskontrakt med BK Häcken, då han signerade ett treårsavtal trots intresse från flera stora Premier League-klubbar.
Den 1 september 2021 lånades Farah Shahin ut till AFC Eskilstuna på ett låneavtal över resten av året. I januari 2022 lånades han ut till Qviding FIF på ett säsongslån.

### Falkenbergs FF
I januari 2023 värvades Farah Shahin av Ettan Södra-klubben Falkenbergs FF.

## Karriärstatistik
| Klubb                | Säsong             | Liga                      | Liga    | Liga | Nationell cup | Nationell cup | Totalt  | Totalt |
| Klubb                | Säsong             | Division                  | Matcher | Mål  | Matcher       | Mål           | Matcher | Mål    |
| -------------------- | ------------------ | ------------------------- | ------- | ---- | ------------- | ------------- | ------- | ------ |
| IFK Uddevalla U-lag  | 2018               | Division 6 Norra Bohuslän | 4       | 10   | —             | —             | 4       | 10     |
| IFK Uddevalla        | 2018               | Division 2 Norra Götaland | 1       | 0    | —             | —             | 1       | 0      |
| BK Häcken            | 2020               | Allsvenskan               | 1       | 0    | 0             | 0             | 1       | 0      |
| BK Häcken            | 2021               | Allsvenskan               | 0       | 0    | 2             | 0             | 2       | 0      |
| BK Häcken            | Totalt             | Totalt                    | 1       | 0    | 2             | 0             | 3       | 0      |
| AFC Eskilstuna (lån) | 2021               | Superettan                | 2       | 0    | 0             | 0             | 2       | 0      |
| Qviding FIF (lån)    | 2022               | Ettan Södra               | 28      | 12   | 0             | 0             | 28      | 12     |
| Falkenbergs FF       | 2023               | Ettan Södra               | 29      | 11   | 2             | 2             | 25      | 10     |
| Falkenbergs FF       | 2024               | Ettan Södra               | 0       | 0    | 0             | 0             | 0       | 0      |
| Totalt i karriären   | Totalt i karriären | Totalt i karriären        | 59      | 30   | 4             | 2             | 63      | 32     |